# Гаранас
Гаранас (нем. Garanas) — коммуна (нем. Gemeinde) в Австрии, в федеральной земле Штирия. 
Входит в состав округа Дойчландсберг.  Население составляет 295 человек (на 31 декабря 2005 года). Занимает площадь 59.9 км². Официальный код  —  60308.

## Политическая ситуация
Бургомистр коммуны — Франц Кох (АНП) по результатам выборов 2005 года.
Совет представителей коммуны (нем. Gemeinderat) состоит из 9 мест.
- АНП занимает 9 мест.